# Monumento Internacional de la Reforma
El Monumento Internacional de la Reforma, generalmente conocido como Muro de los Reformadores, se encuentra en Ginebra, Suiza.
Levantado en el Parque de los Bastiones y con unas dimensiones aproximadas de 99 metros de largo y nueve de altura, se adosa a una parte de las antiguas murallas construidas en el siglo XVI y que rodearon la ciudad hasta mediados del XIX.
Fue construido entre 1909 y 1917 con ocasión del cuarto centenario del nacimiento de Calvino y el 350.º aniversario de la fundación por el propio reformador de la Academia de Ginebra —hoy convertida en Universidad— en 1559.
El monumento, que presenta una estructura casi simétrica, está formado básicamente por una pared de piedra decorada con estatuas de pioneros o «guardianes» de la Reforma y protegido por una zona de agua que recuerda los fosos de las antiguas fortificaciones; fue costeado principalmente por fieles protestantes de varios países europeos y americanos y pertenece desde su construcción a la villa de Ginebra.

## Historia del monumento
Tras un agrio debate sobre el lugar donde convenía edificar el monumento, se convoca en 1908 un concurso internacional para su instalación en el Paseo de los Bastiones, que albergaba un jardín botánico desde 1817. La convocatoria suscita un enorme interés y los proyectos presentados ofrecen una gran variedad de soluciones.
El diseño ganador entre 72 propuestas fue la obra de los arquitectos suizos Charles Dubois, Alphonse Laverrière, Eugène Monod y Jean Taillens. Las esculturas fueron realizadas por los franceses Henri Bouchard y Paul Landowski.
El 3 de noviembre de 2002 se añaden los nombres de cuatro iniciadores (siglos XII-XVI) de la Reforma: Pedro Valdo (c. 1140-c. 1205), John Wyclif (c. 1320-1384), Jan Hus (c. 1370-1415) y Marie Dentière (c. 1495-1561).

## Personalidades y hechos representados
Bloque central

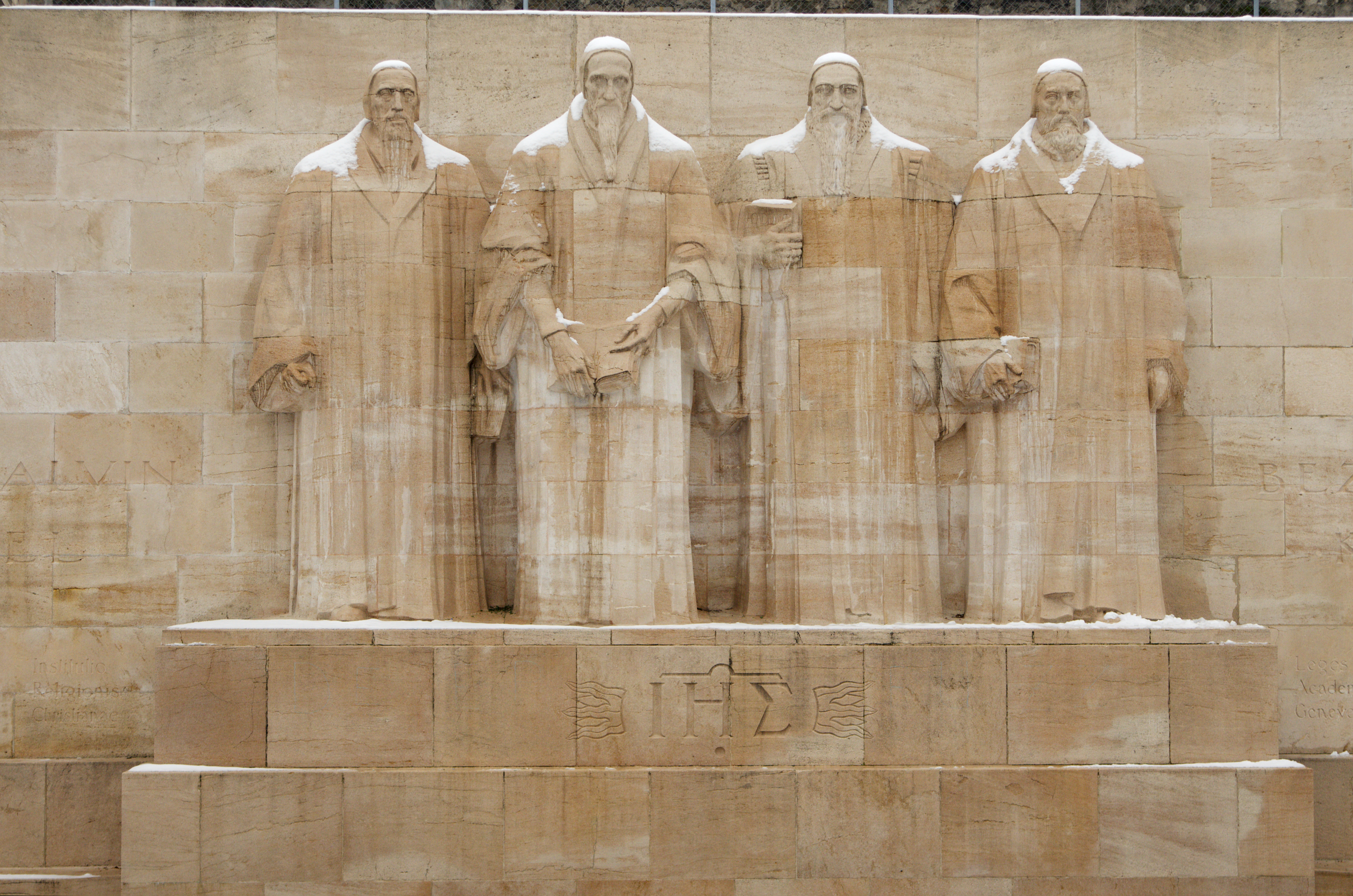
Bloque central. De izquierda a derecha, Guillaume Farel, Juan Calvino, Teodoro de Beza y John Knox.

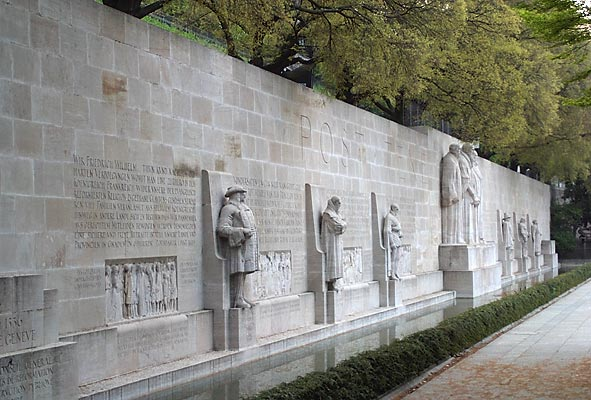
Lateral izquierdo.

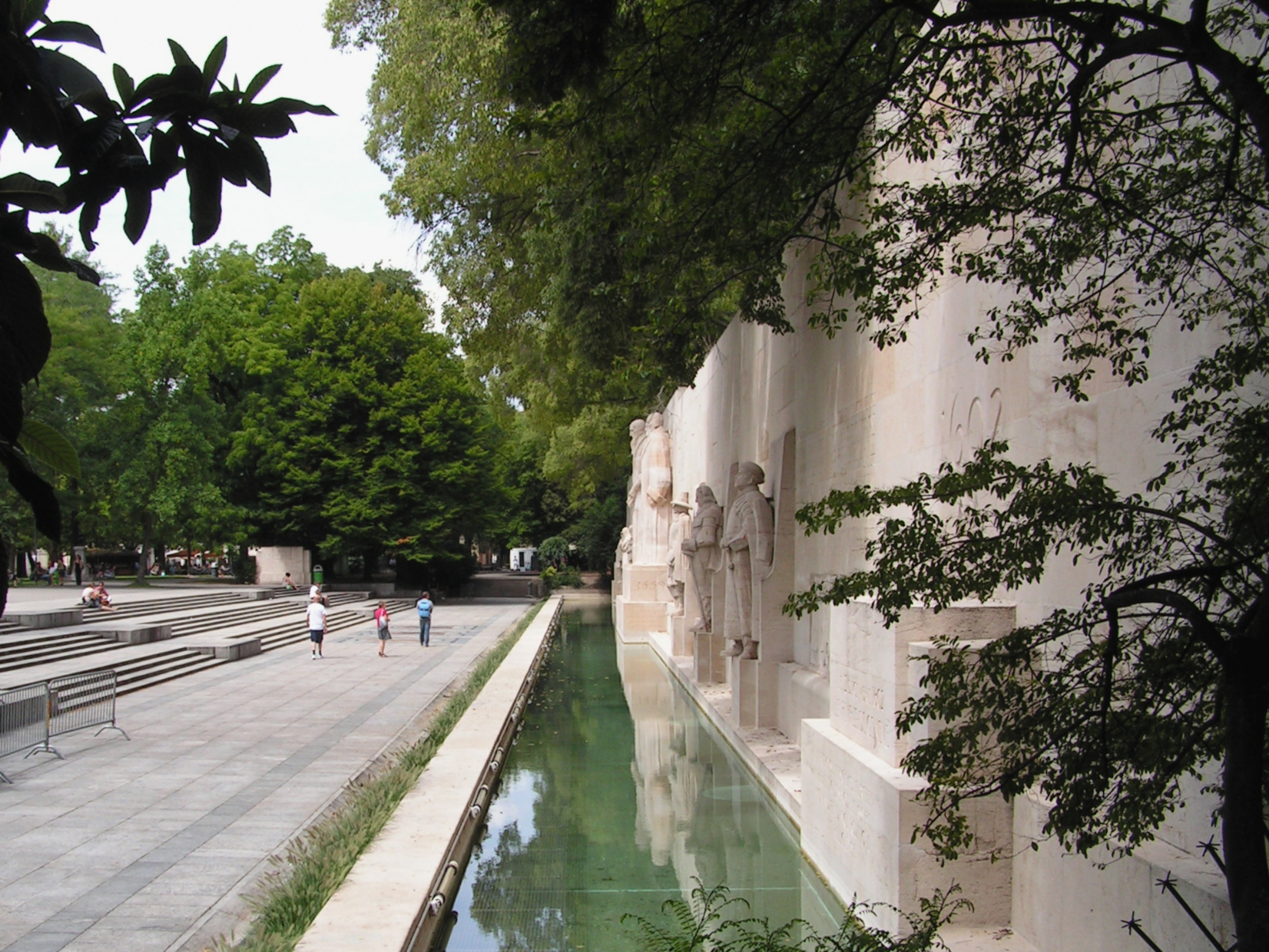
Lateral derecho.

En el centro del conjunto, con una altura de hasta 5 metros, se agrupan las efigies de las cuatro figuras más destacadas de la Reforma presentes en Ginebra en 1559:
- Guillaume Farel (1489-1565).
- Juan Calvino (1509-1564).
- Teodoro de Beza (1513-1605).
- John Knox (1513-1572).

Los cuatro van vestidos con la tradicional robe de Genève (toga de Ginebra) y portan la Pequeña Biblia del Pueblo Cristiano.
Aparece grabada en el muro la divisa de Ginebra: POST TENEBRAS LVX (Tras las tinieblas, la luz).
Laterales
A ambos lados del bloque central —de menor tamaño—, se hallan seis estatuas de otras tantas figuras del protestantismo en sus respectivos países:
- Gaspar de Coligny, por Francia.
- Guillermo el Taciturno, por los Países Bajos.
- Federico Guillermo I de Brandeburgo, por Alemania.

A la izquierda.
- Roger Williams, por Nueva Inglaterra.
- Oliver Cromwell, por Inglaterra.
- Esteban Bocskai, por Hungría.

A la derecha.
Bajorrelieves
Entre estas, aparecen ocho bajorrelieves que conmemoran acontecimientos de la historia en los siglos XVI y XVII de Suiza, Hungría, Prusia, Inglaterra, Escocia, Francia, Países Bajos y Estados Unidos; con inscripciones en francés, neerlandés, alemán, inglés y latín. Ordenados cronológicamente, son los siguientes:
- Predicación de la Reforma al pueblo de Ginebra en presencia de los enviados de Berna.
- John Knox predica la Reforma en la catedral de Edimburgo ante la corte de María Estuardo (agosto de 1565).
- Los Estados Generales adoptan en La Haya la Declaración de Independencia de las Provincias Unidas (26 de julio de 1581).
- Enrique IV de Francia firma el Edicto de Nantes (13 de abril de 1598).
- Esteban Bocskai presenta en la Dieta de Hungría la Paz de Viena (13 de diciembre de 1606).
- Los Padres Peregrinos fundan la primera colonia en Nueva Inglaterra (11 de noviembre de 1620).
- El Duque de Prusia acoge a refugiados hugonotes tras la revocación del Edicto de Nantes (octubre de 1685).
- El Parlamento inglés presenta a Guillermo de Orange y María Estuardo la Declaración de Derechos (15 de febrero de 1689).

Estelas
En los extremos de la explanada, frente al monumento, dos estelas recuerdan el legado de Martín Lutero (1483-1546) y Ulrico Zuinglio (1484-1531).

## Galería
Personalidades

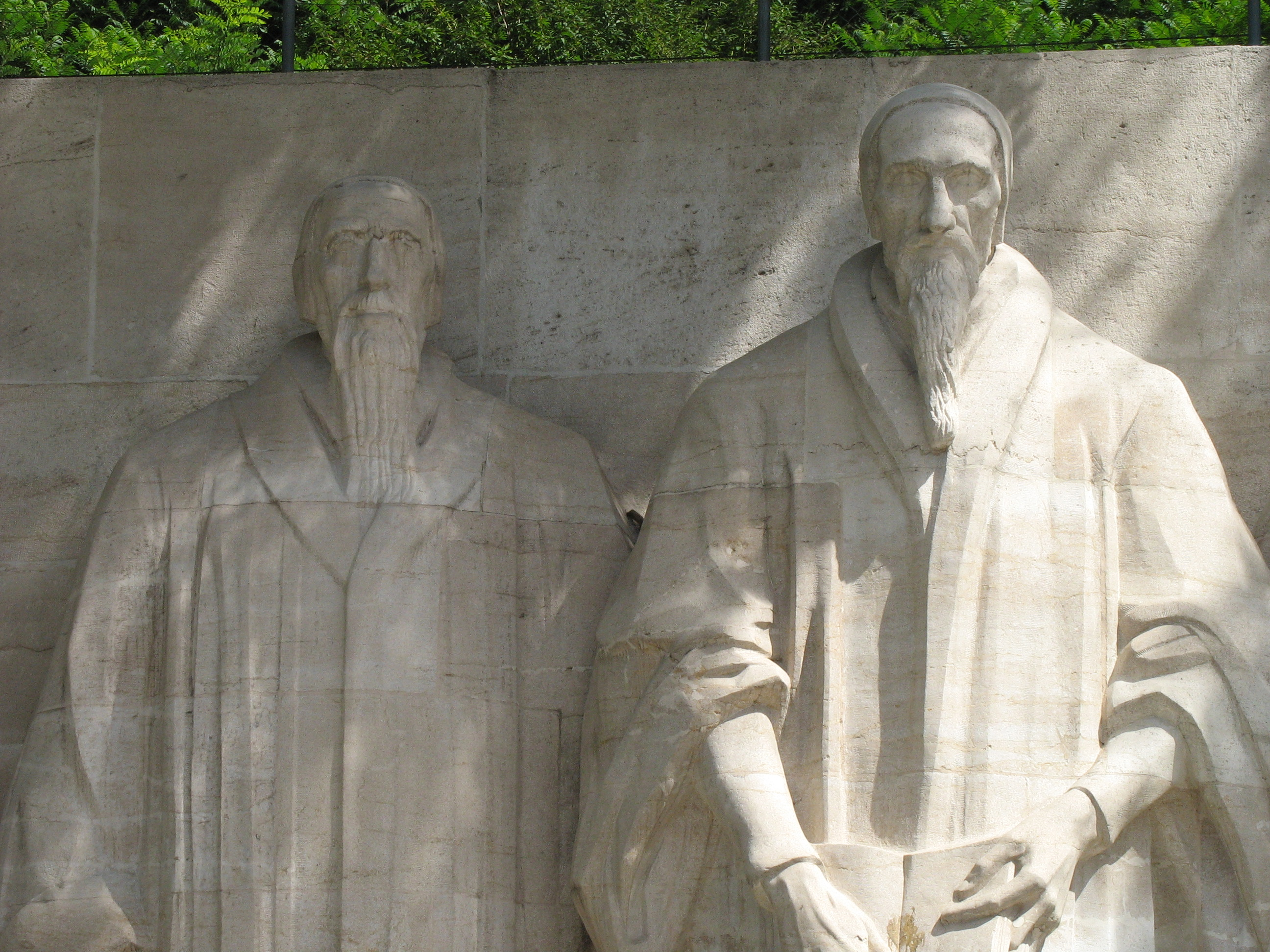
Guillaume Farel y Juan Calvino.
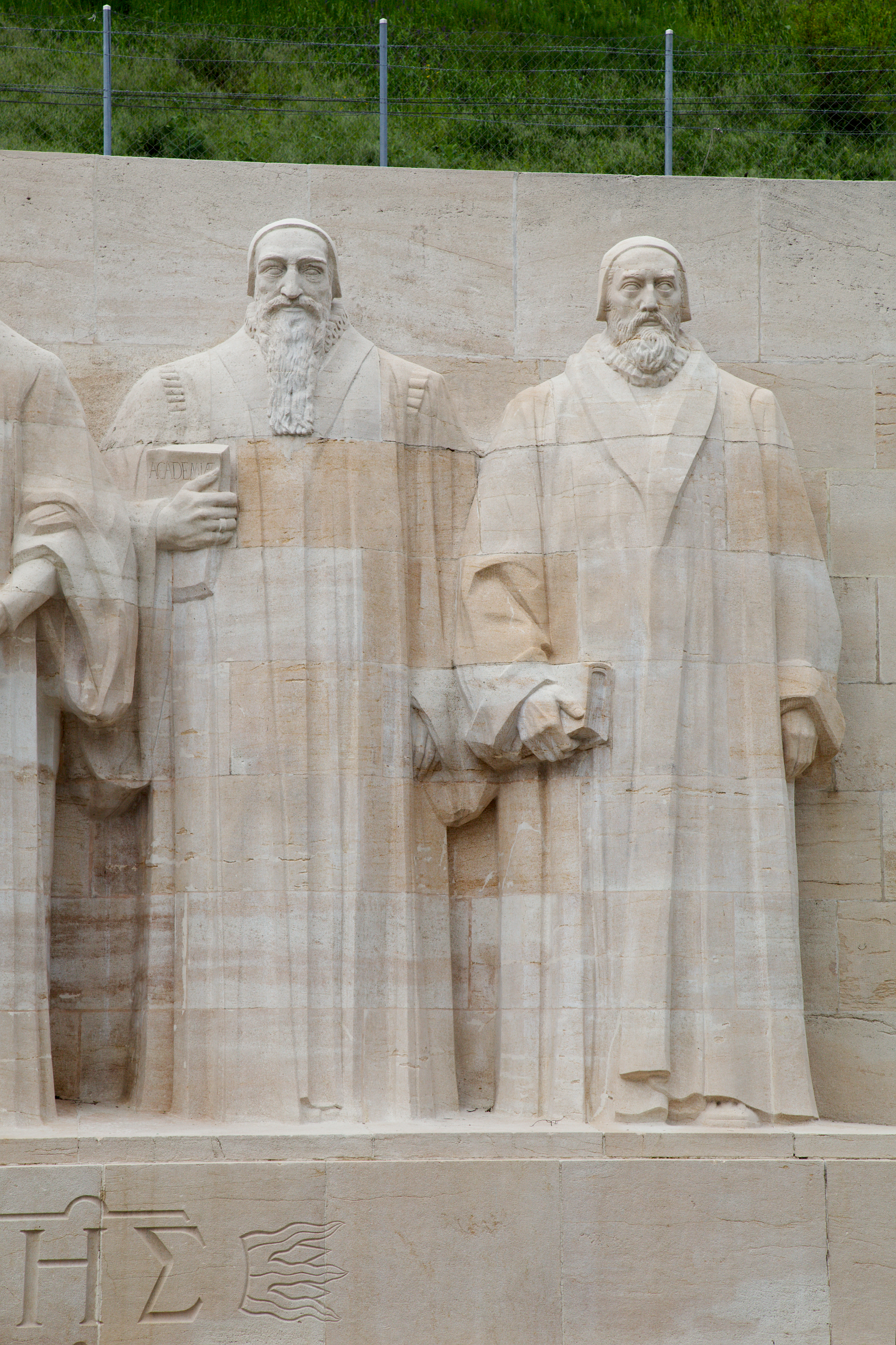
Teodoro de Beza y John Knox.
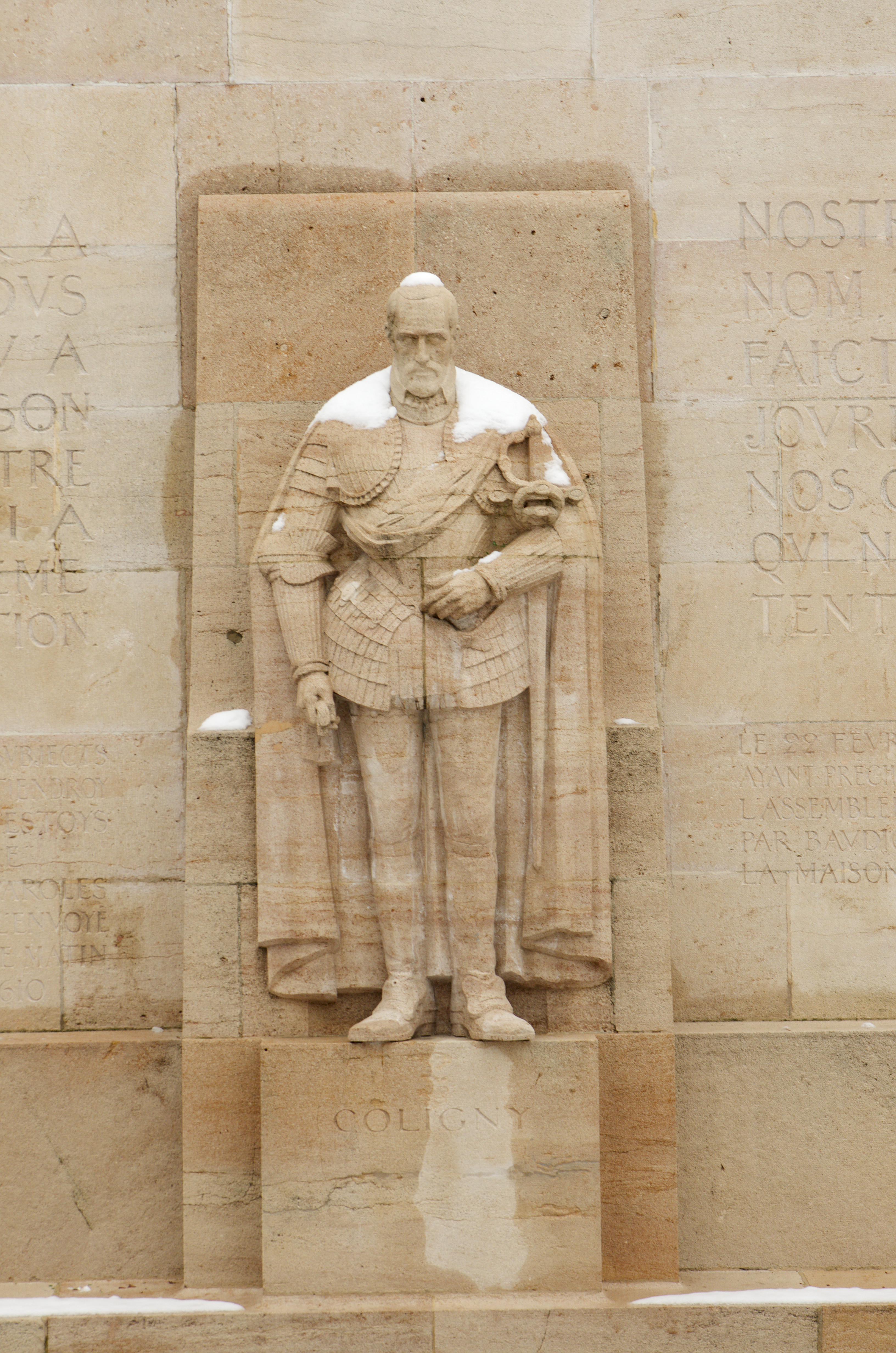
Gaspar de Coligny.
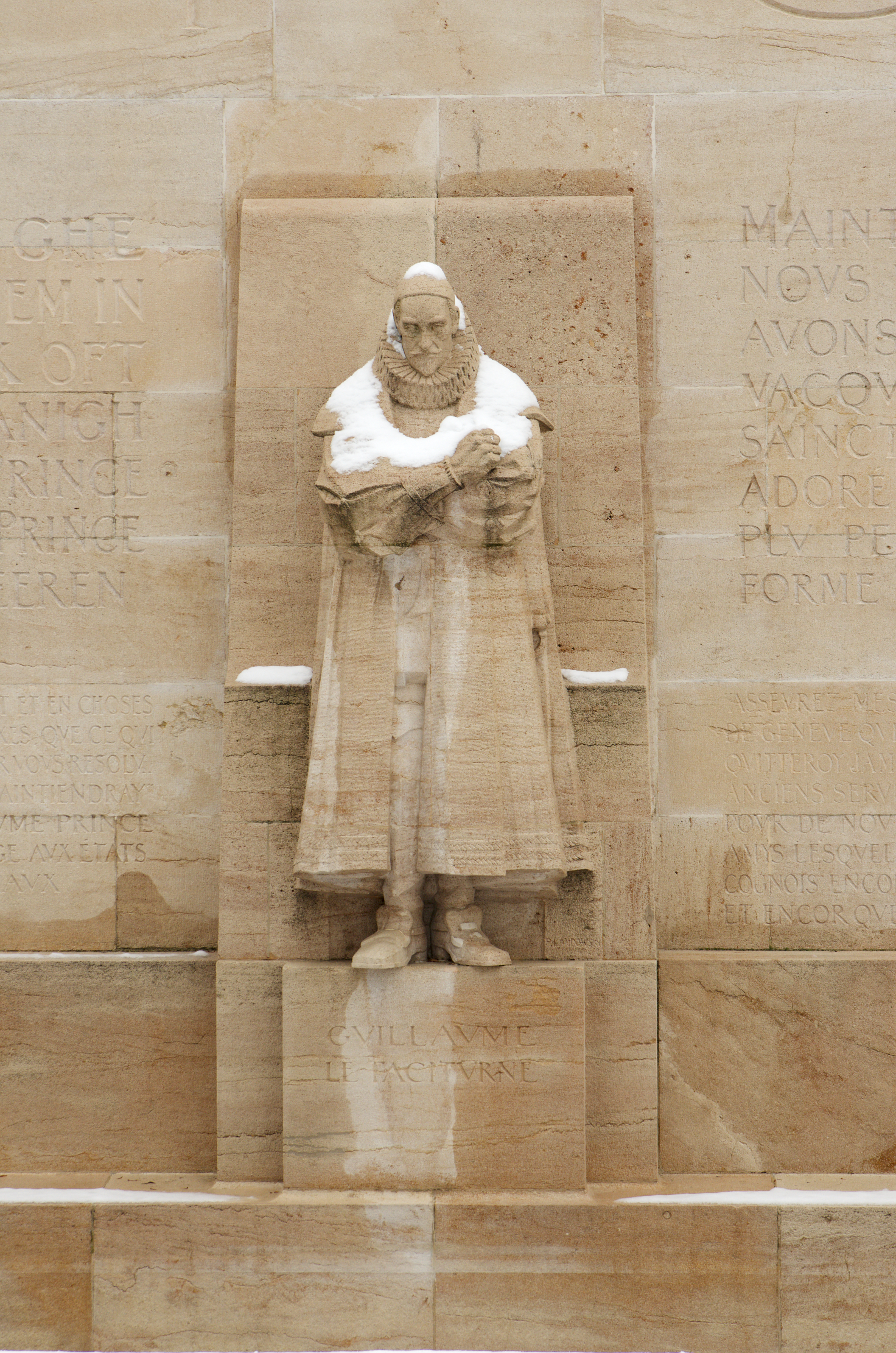
Guillermo el Taciturno.
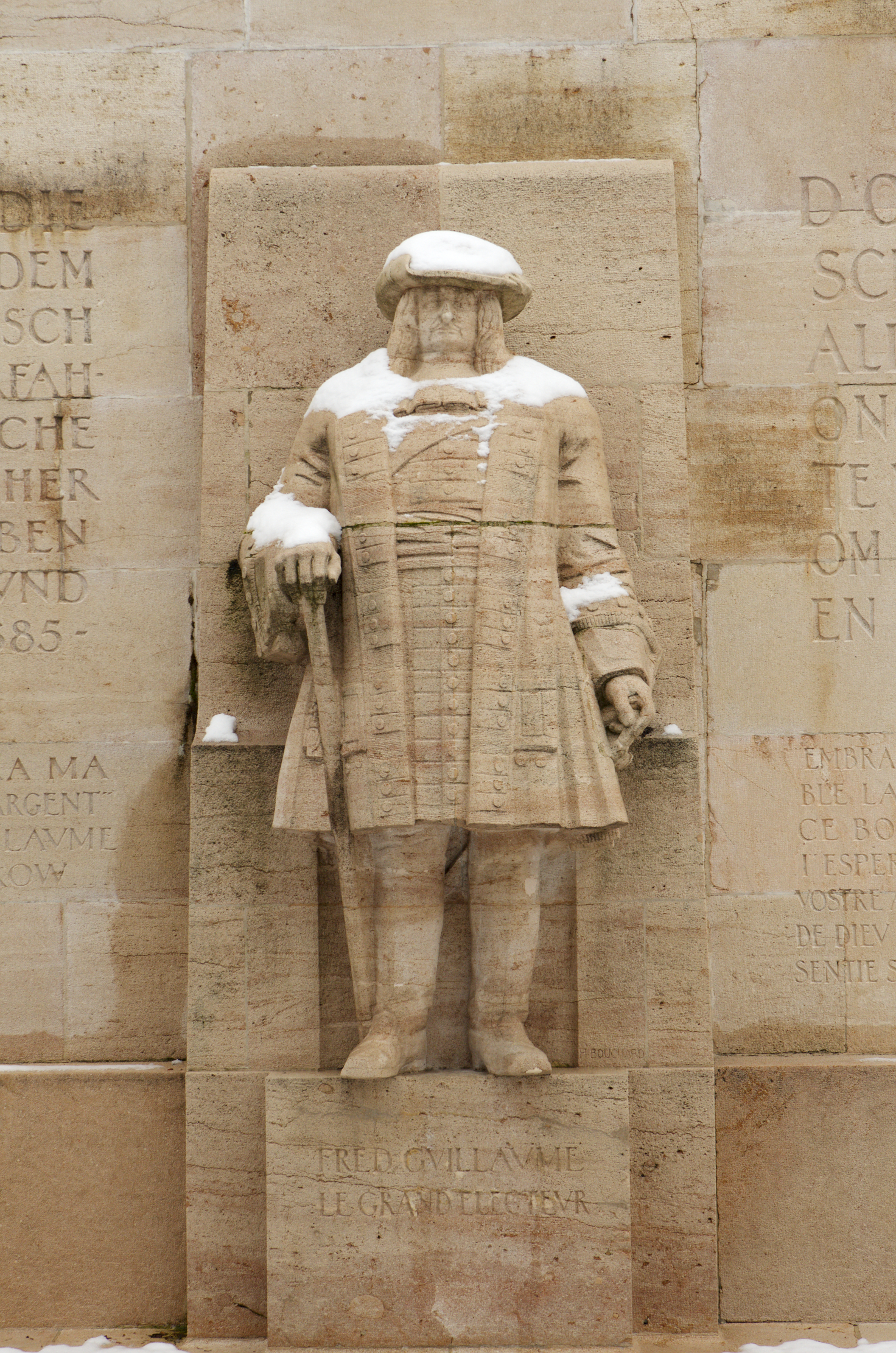
Federico Guillermo I de Brandeburgo.
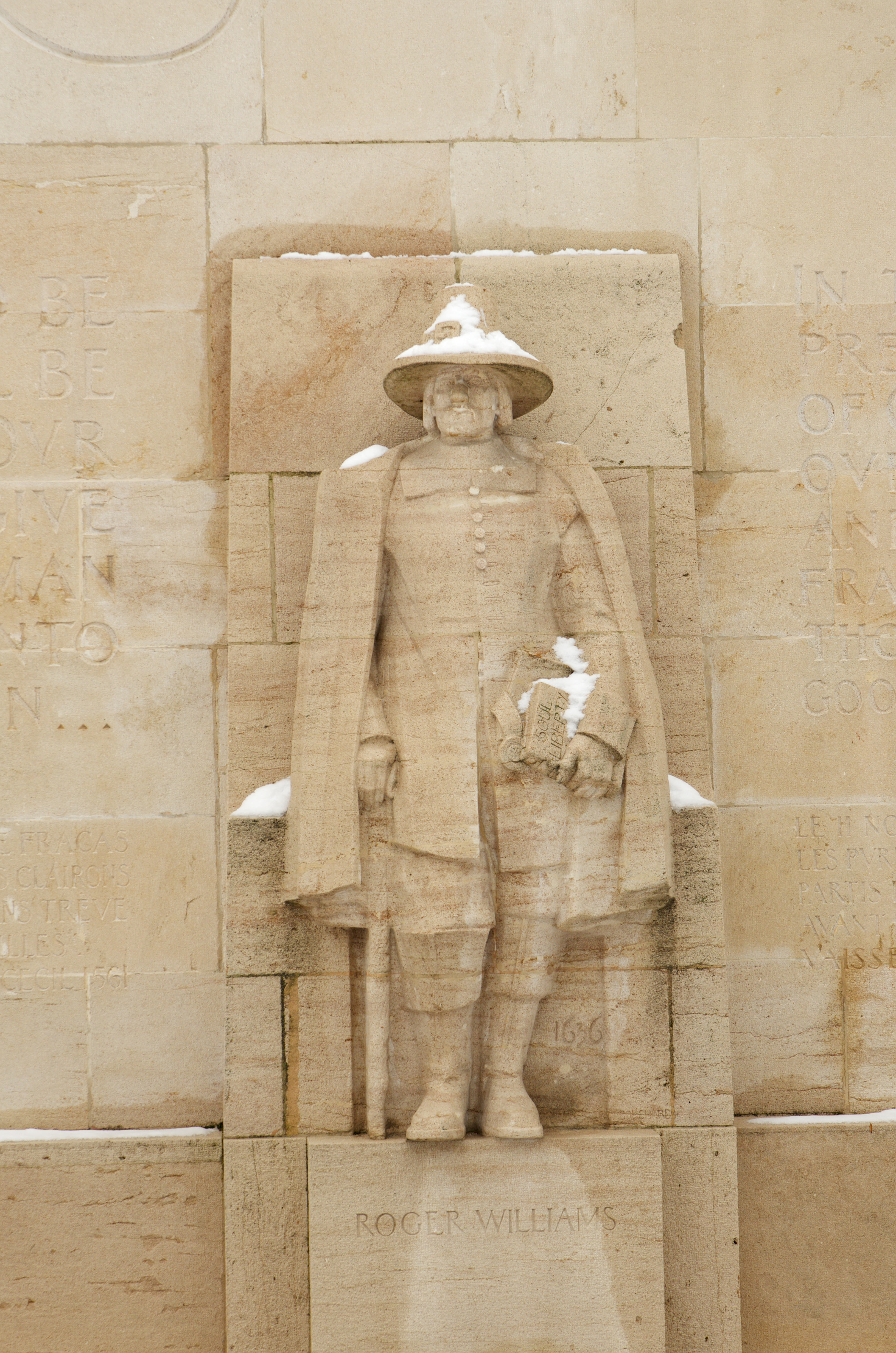
Roger Williams.
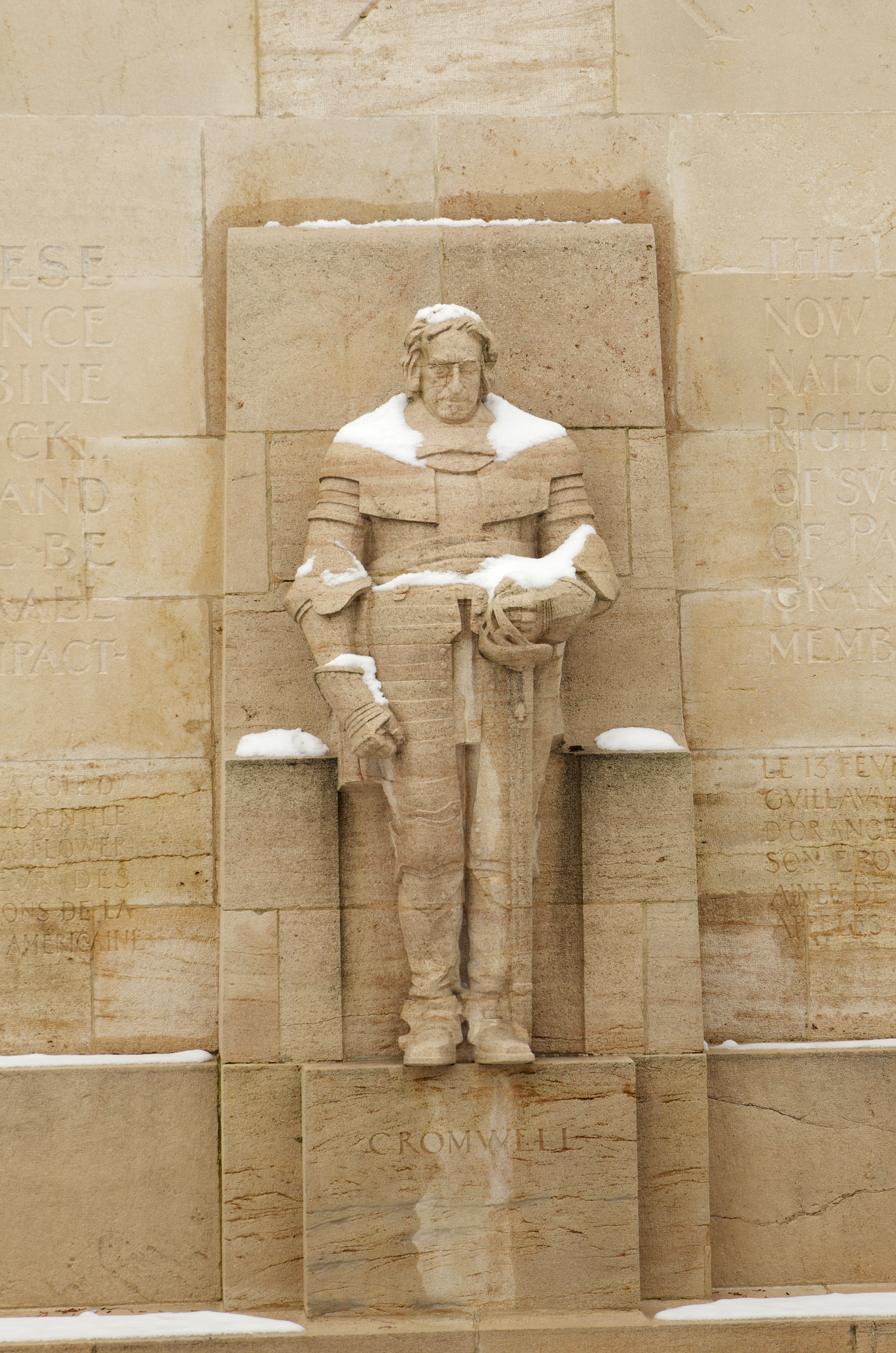
Oliver Cromwell.
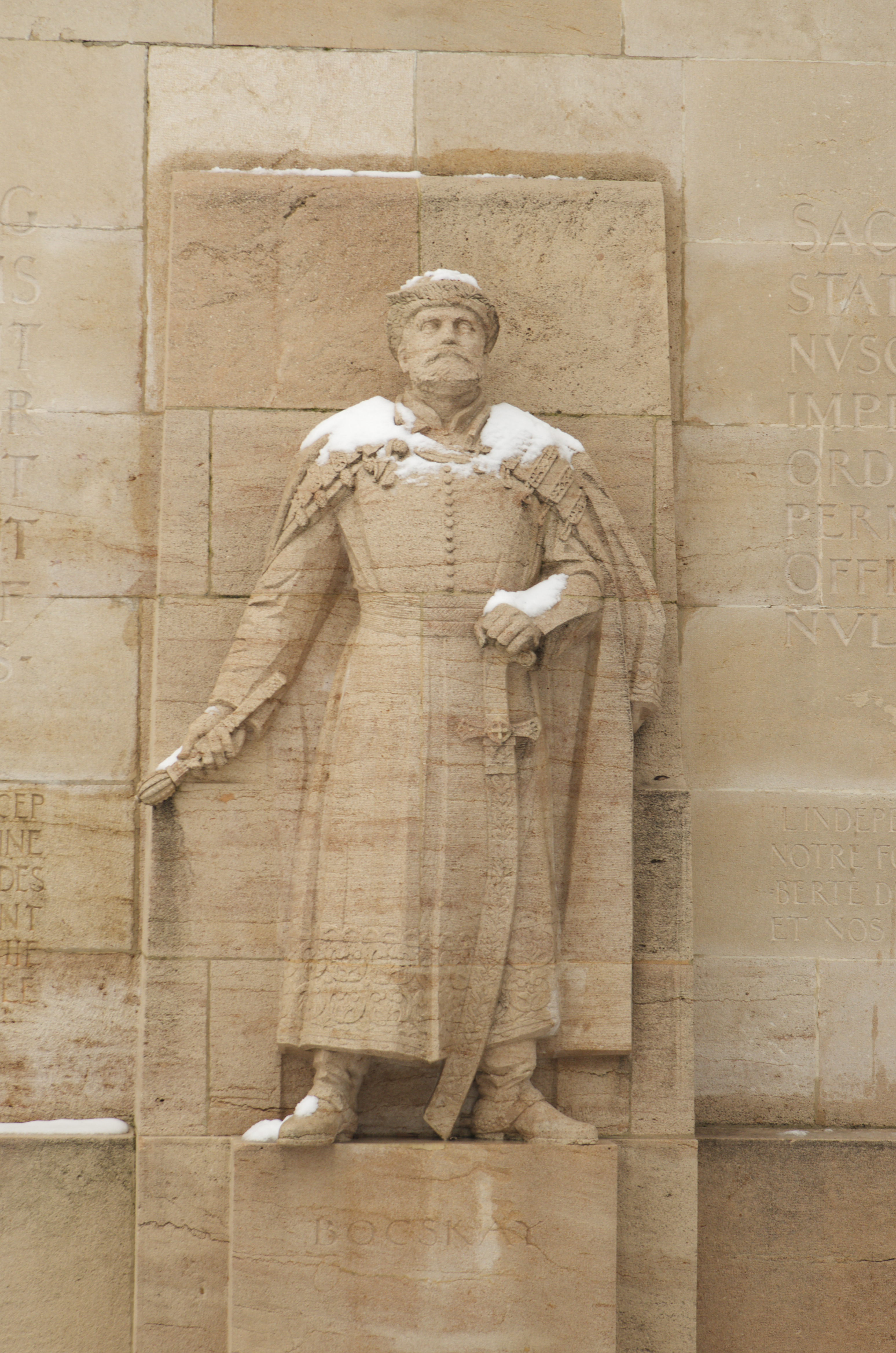
Esteban Bocskai.

Bajorrelieves

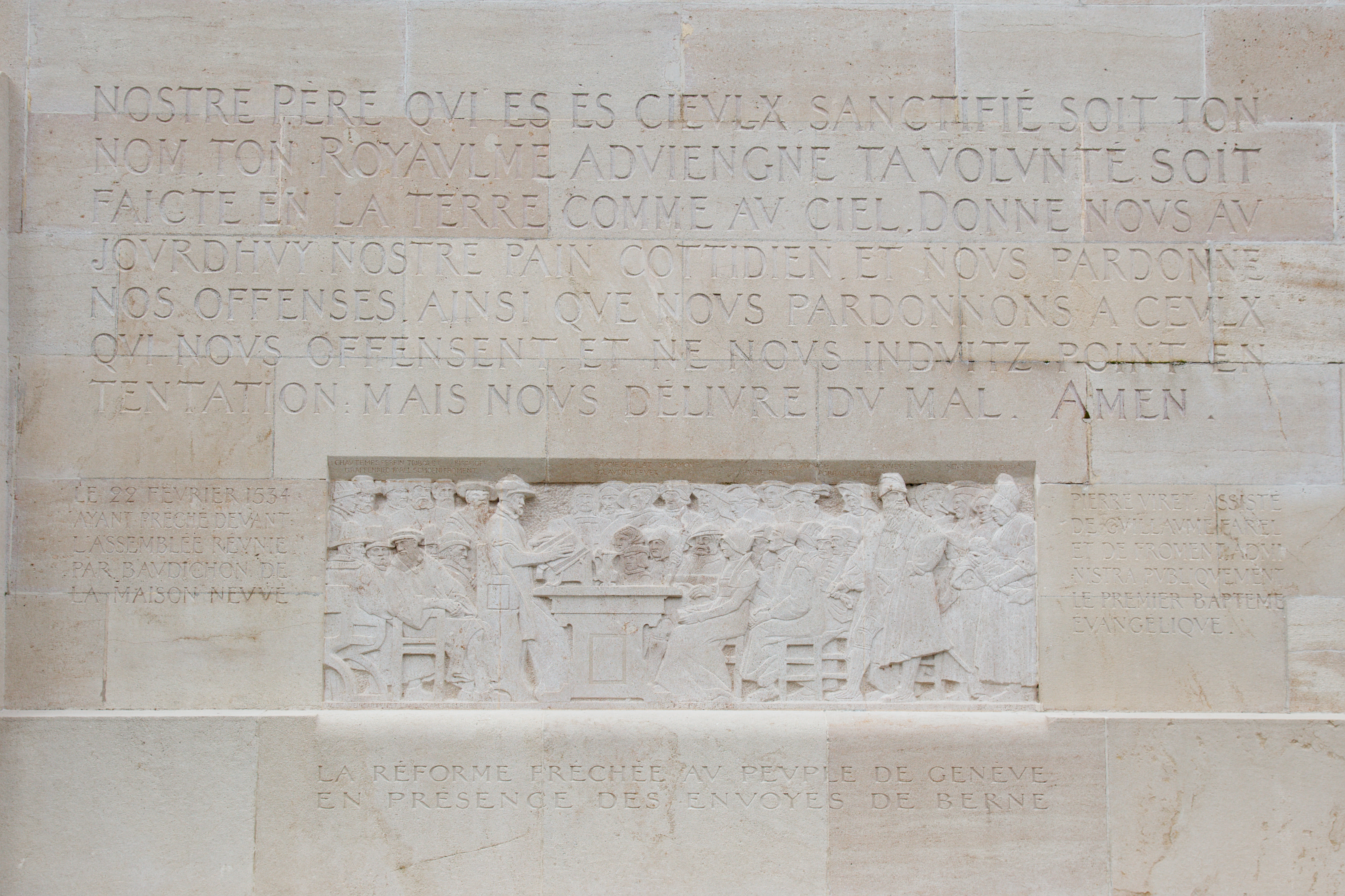
Predicación de la Reforma al pueblo de Ginebra en presencia de los enviados de Berna.
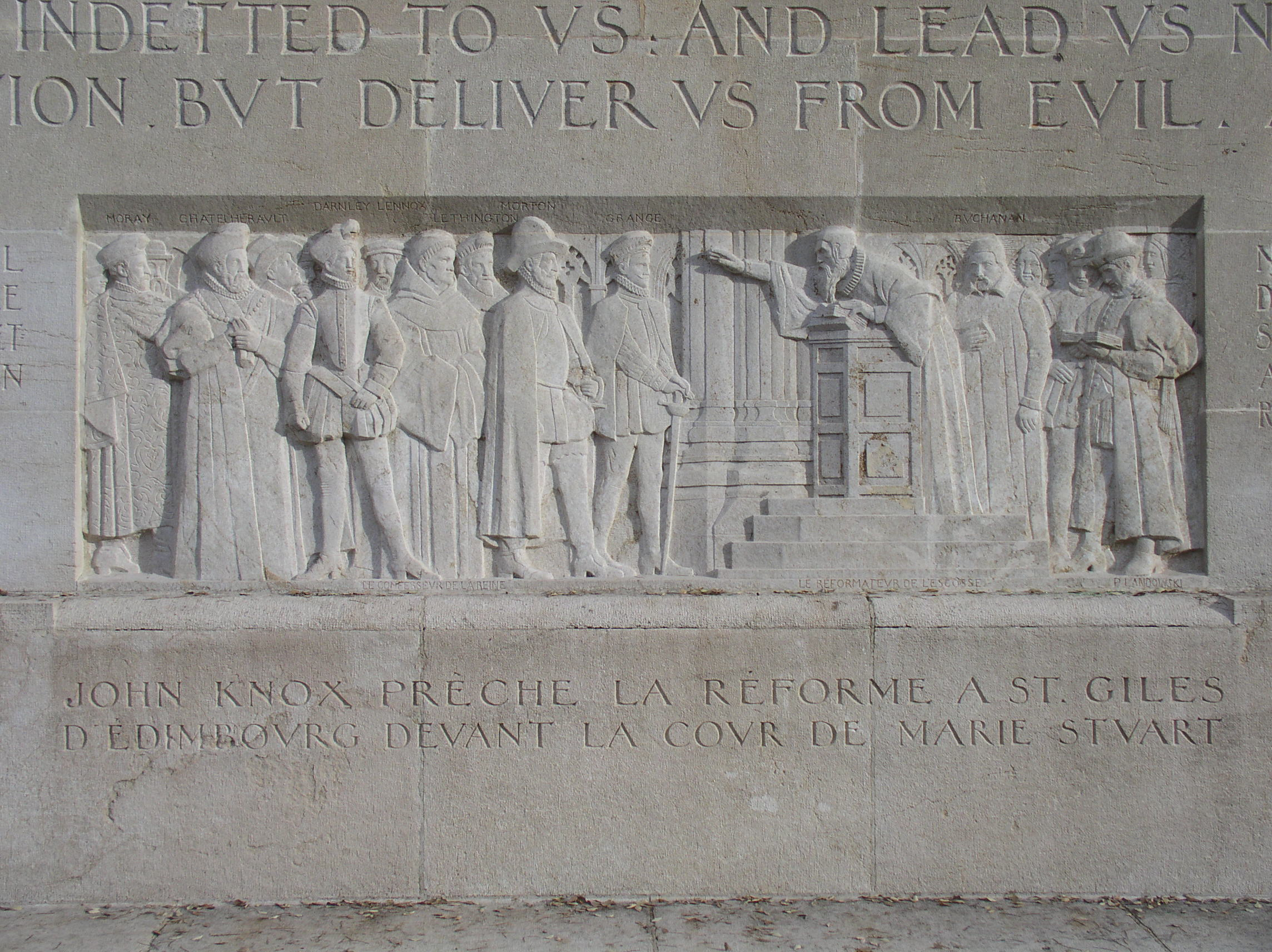
John Knox predica la Reforma en la catedral de Edimburgo ante la corte de María Estuardo (agosto de 1565).
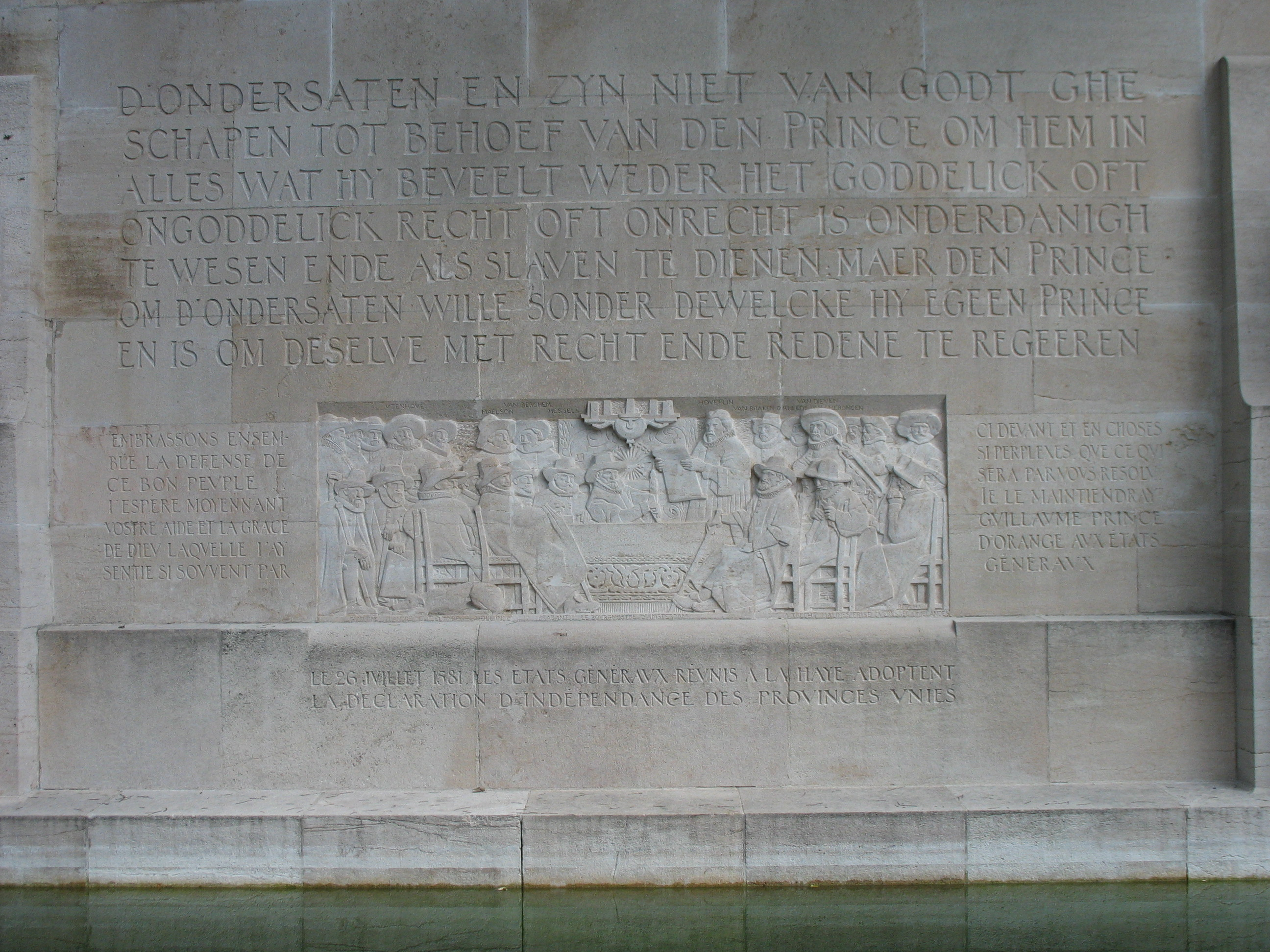
Los Estados Generales adoptan en La Haya la Declaración de Independencia de las Provincias Unidas (26 de julio de 1581).
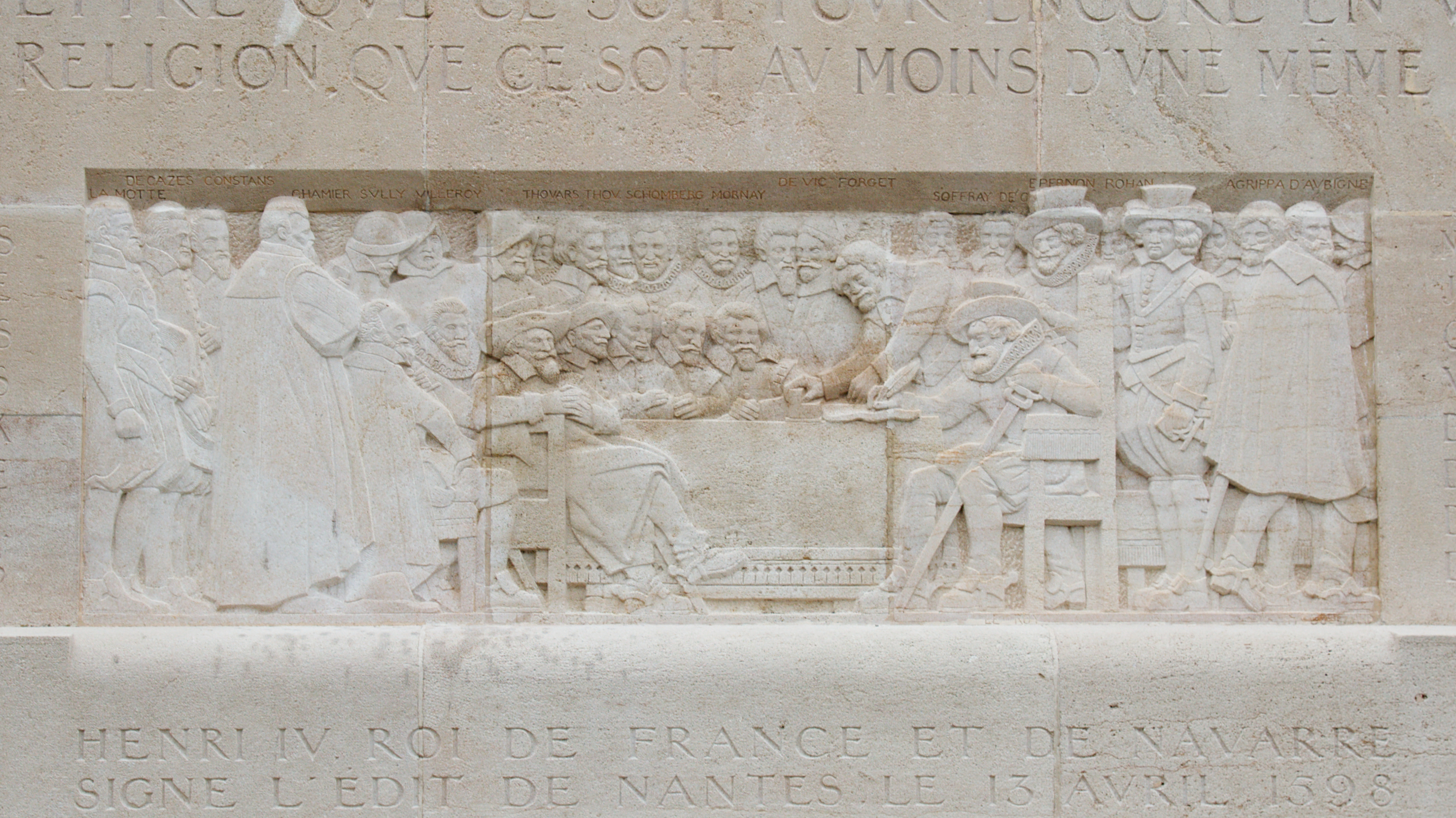
Enrique IV de Francia firma el Edicto de Nantes (13 de abril de 1598).
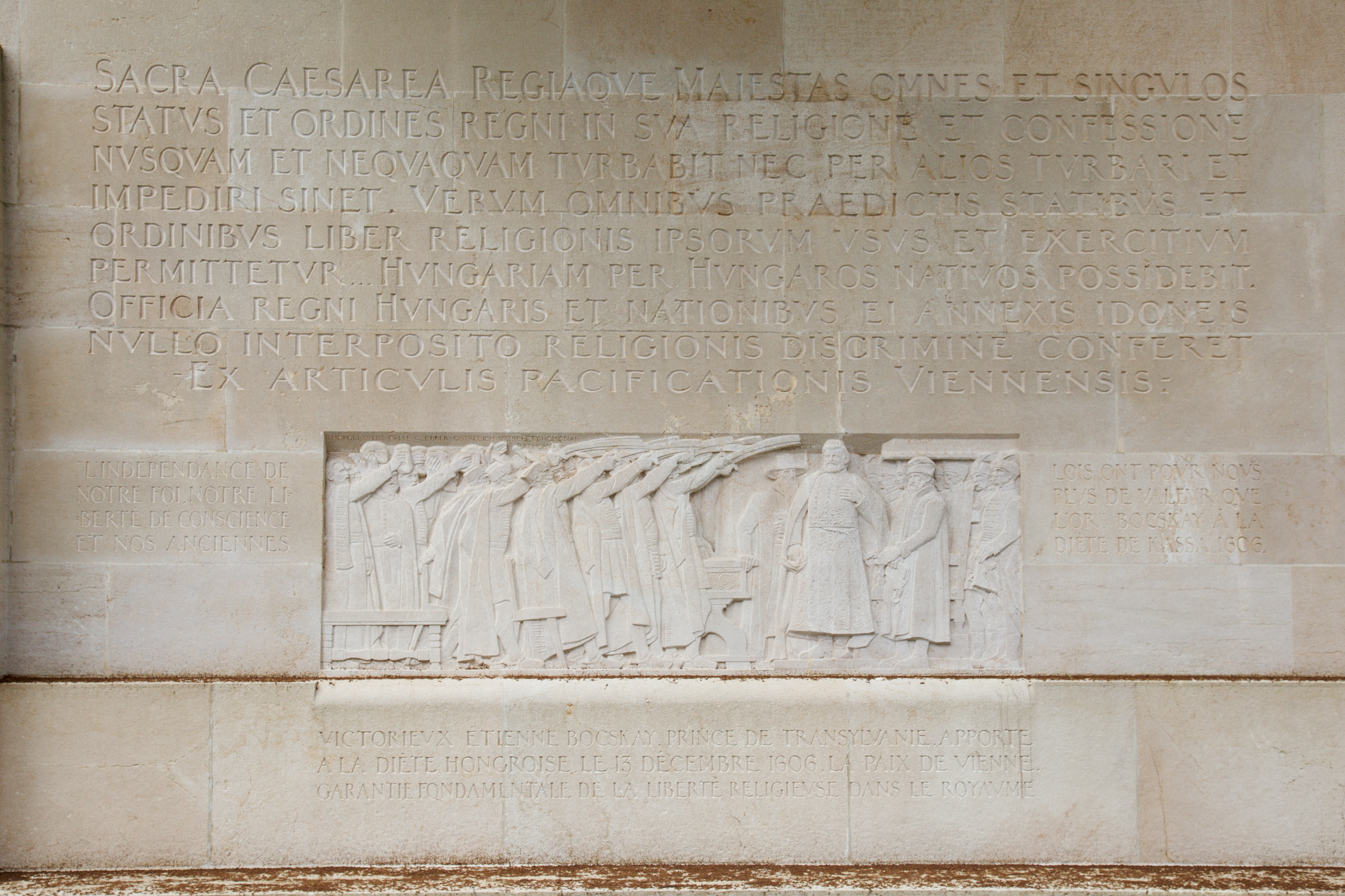
Esteban Bocskai presenta en la Dieta de Hungría la Paz de Viena (13 de diciembre de 1606).
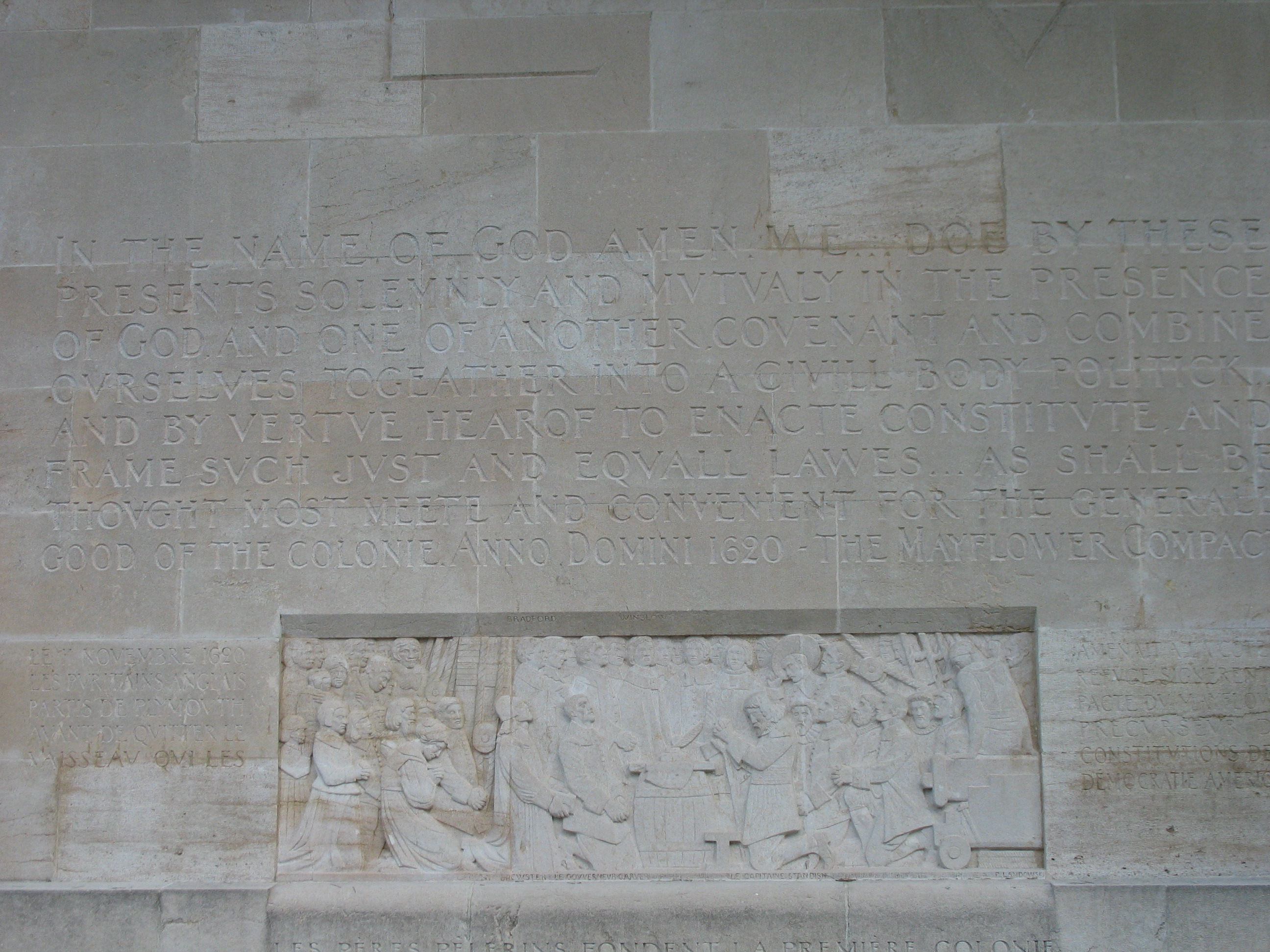
Los Padres Peregrinos fundan la primera colonia en Nueva Inglaterra (11 de noviembre de 1620).
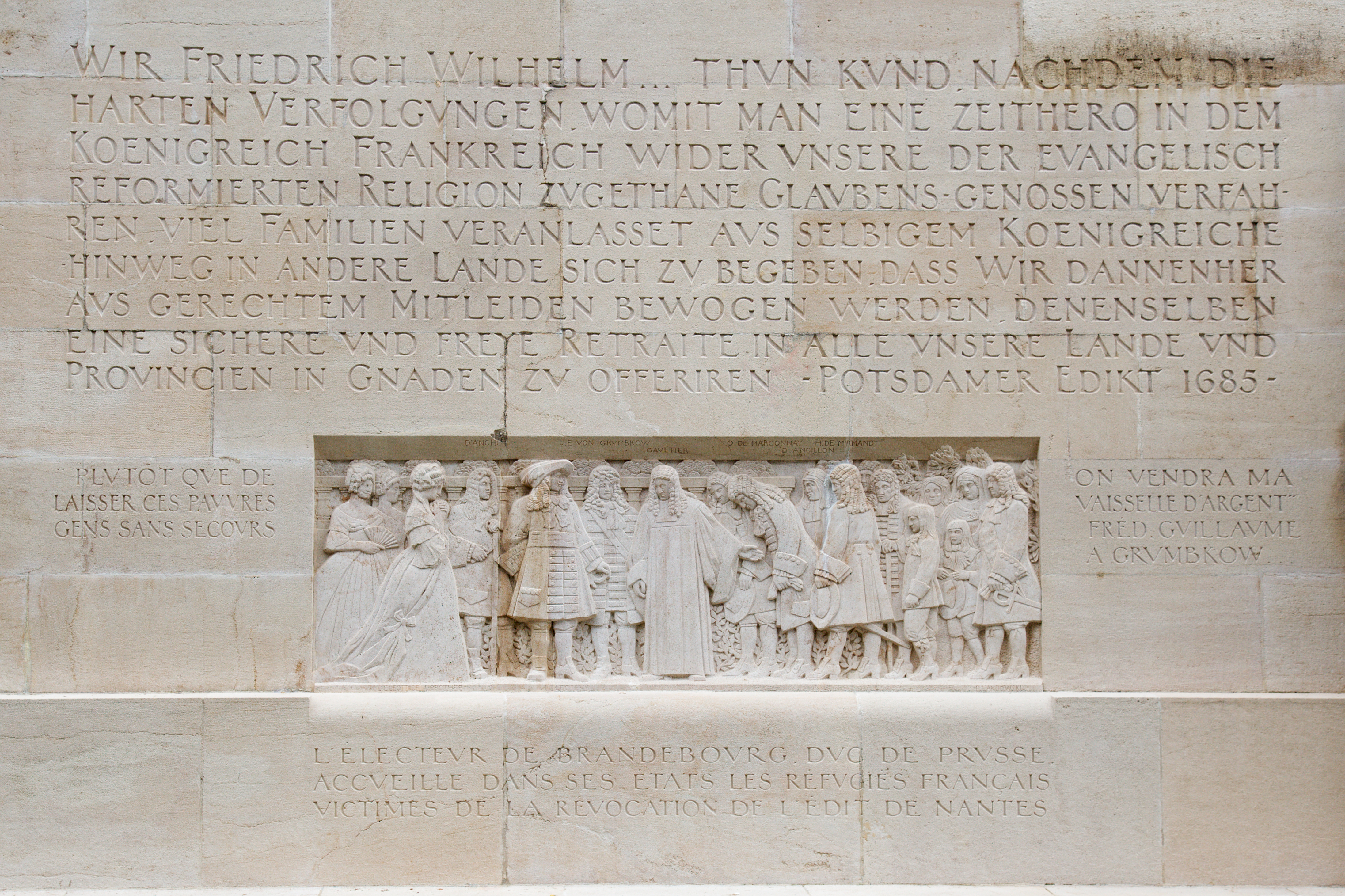
El Duque de Prusia acoge a refugiados hugonotes tras la revocación del Edicto de Nantes (octubre de 1685).
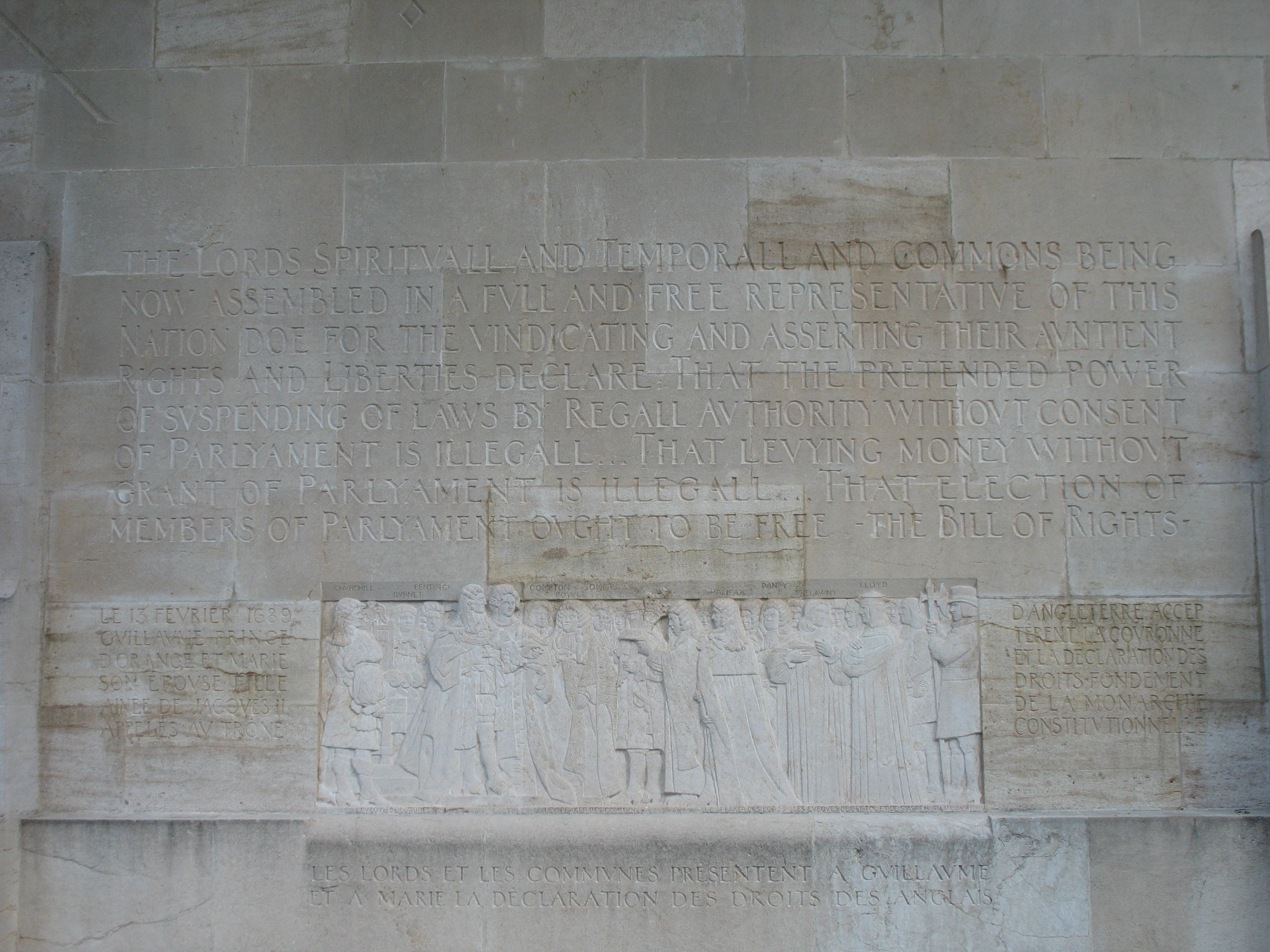
El Parlamento inglés presenta a Guillermo de Orange y María Estuardo la Declaración de Derechos (15 de febrero de 1689).

Estelas

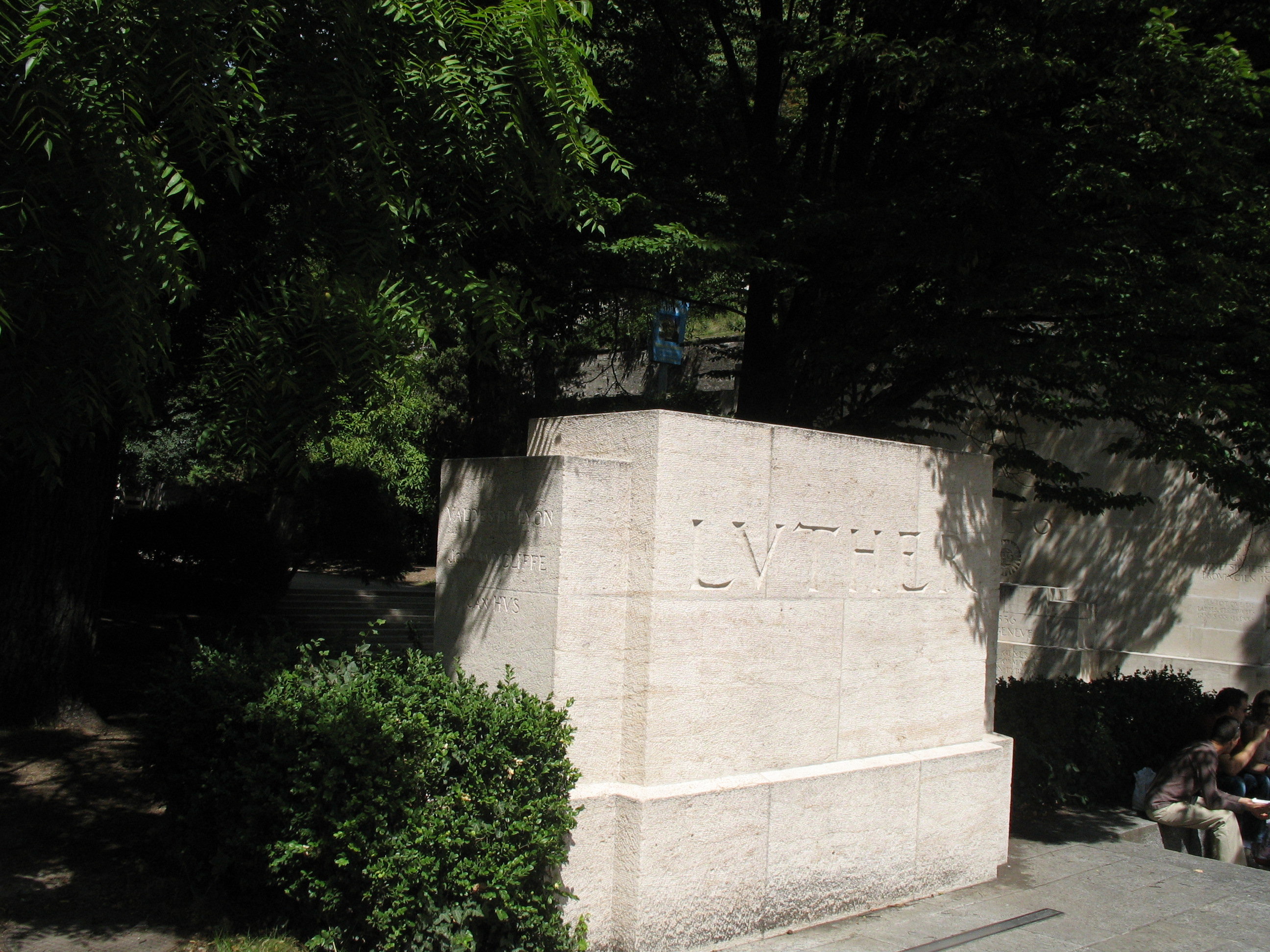
Martín Lutero.
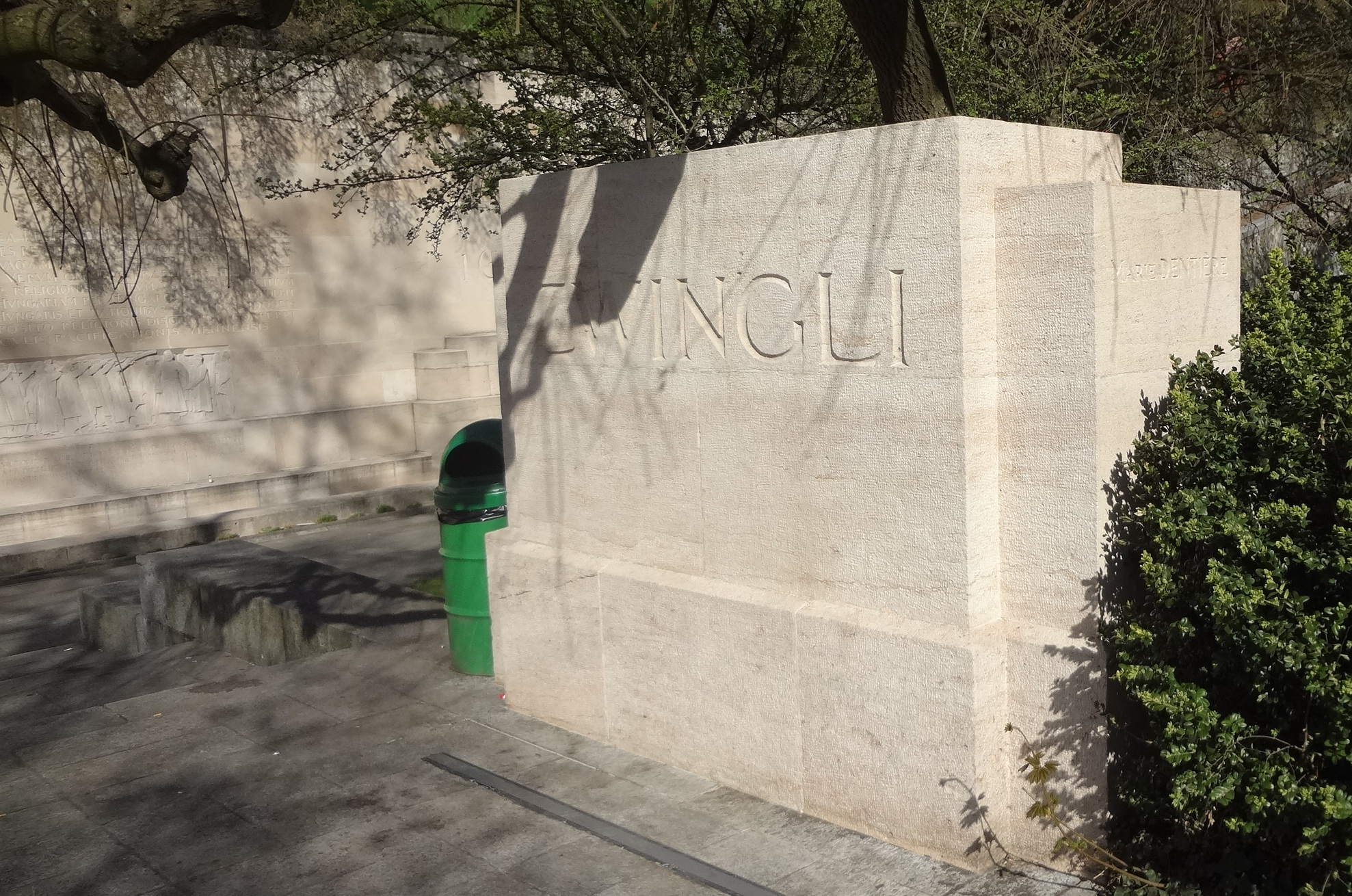
Ulrico Zuinglio.